# Mario Núñez
Mario Antonio Núñez Villarreal (* 2. März 1976 in Rancagua) ist ein ehemaliger chilenischer Fußballspieler. Der Stürmer absolvierte sieben Länderspiele und erzielte dabei zwei Tore. 

## Karriere

### Verein
Mario Núñez, auch Osito genannt, schaffte 1995 den Sprung aus der Jugend in die Profimannschaft vom CD O’Higgins. 1998 gelang dem Klub aus Rancagua nach zwei Jahren in der Primera B der Aufstieg in die Primera División. Núñez steuerte mit 19 Toren entscheidend zum Aufstieg bei und wurde mit Rubén Dundo vom CD Cobresal gemeinsamer Torschützenkönig. In der ersten Liga wurde der Angreifer, der mit Jaime González das Sturmduo bildete, 1999 von Liganeuling O’Higgins mit 34 Toren erneut Torschützenkönig. 2000 wechselte der Offensivspieler zum CD Universidad Católica, um dann für kurze Zeit beim argentinischen Klub CA Independiente erste Auslandserfahrung zu sammeln. 2002 ging Núñez nach Europa zum bulgarischen Verein FK Neftochimik, doch noch im selben Jahr kehrte er nach Chile zum CD Palestino zurück.
2004 wechselte der Stürmer zu den Rangers de Talca und kehrte 2005 zu seinem Heimatverein O’Higgins zurück. Von 2007 bis 2010 spielte Núñez bei Provincial Osorno, mit dem er als Meister der Primera B in die erste Liga aufstieg und dabei mit 19 Toren Ligatorschützenkönig wurde. 2009 wurde Osito an Coquimbo Unido ausgeliehen. 2011 ging der frühere Nationalspieler zum CD Magallanes, bei dem er seine Karriere nach einem Jahr beendete.

### Nationalmannschaft
Mario Núñez debütierte im Januar 2000 unter Nelson Acosta für Chile beim 2:1-Erfolg im Freundschaftsspiel gegen die USA. Der Offensivspieler kam bis März noch zu weiteren Freundschaftsspielen und spielte bei der Copa Ciudad de Valparaíso. Das letzte Länderspiel von Osito war der 5:2-Erfolg im Freundschaftsspiel gegen Honduras, bei dem Núñez den 5:2-Endstand in der 86. Spielminute erzielte. Insgesamt bestritt der Stürmer sieben Länderspiele, in denen er zwei Treffer erzielte.

## Erfolge
Provincial Osorno
- Primera B: 2007

## Auszeichnungen
Torschützenkönig der Primera División: 1999
Torschützenkönig der Primera B: 1998, 2007